# داء الغومبورو
داء الغومبورو أو  التهاب جراب فابريشيا (بالإنجليزية: Infectious bursal disease)‏ هو مرض فيروسي معدي، يصيب الطيور الأليفة والبرية في جميع أنحاء العالم وله تأثير اقتصادي-اجتماعي معتبر.
تم وصف عدة أشكال من المرض لكن نمذجتها بقيت غير واضحة لأن بعض الخصائص المستضدية والتشريحية المميزة تم استعمالها دون تبصر وتأثيرها الفعلي يصعب تحديده.

## تاريخ المرض
اكتشف فيروس داء الغومبورو لأول مرة في غومبورو بالولايات المتحدة سنة 1962. فقط الديوك الرومية البط أظهرت الإصابة وخاصة مع النوع المصلي 2. أول من وصف الداء كان كوسغروف (1962) وسماه داء الغمبورو. شارما والآخرون (2000) قالوا بأن فيروس داء الغومبورو يضعف المناعة الخلطية، الخلوية والفطرية وذلك عند حفزها بواسطة توكسين الكزاز البروسيلا. العلامات السريرية تظهر في 10 إلى 20 ٪ من الدواجن المتضررة أما نسبة الوفيات تتراوح من 10 إلى 20 ٪ (لاي والآخرون، 1983).

## العامل المسبب
هذا المرض يسببه فيروس بيرنوي يرمز له اختصارا (IBDV) يصيب الخلية المفية البائية. هو فيروس غير مغلف ذو رنا ثنائي السلسلة.
بعد حضانة تدوم 2 أو 3 أيام، يهاجم هذا الفيروس الخلايا المفية البائية غير الناضجة على وجه الخصوص في جراب فابريشيا وفي أعضاء ليمفاوية أخرى مثل الغدة الزعترية، الطحال، اللوز الأعورية. يؤثر المرض بشكل كبير على المناعة الخلطية للصيصان في عمر أقل من ثلاث أسابيع أثناء الإصابة (تبقى حصانة الأم مهمة جدا لحماية هذه الطيور الصغيرة).

## الوبائية
يمكن للعدوى أن تصيب عبر الإعضاء التنفسية العليا، الملتحمة ولكن أساسا عبر السبيل الفموي. لا تظهر أعراض المرض إلا على الدجاج بالرغم من إمكانية إصابة الدجاج الرومي، البط، الإوز والدراج.
تختلف نسبة الإصابة بالمرض في أوساط الدجاج:
- الدجاج الأكثر عرضة للإصابة هو دجاج التسمين وصغار الدجاج البياض.
- السلالات البياضة خفيفة الوزن أكثر عرضة من سلالات الدجاج اللاحم الثقيلة.
- الذكور أكثر عرضة من الإناث.

### طريقة انتشار المرض
ينتشر المرض بطريقتين:
1. مباشرة: بالاتصال بين الطيور.
2. غير مباشرة: مخلفات الطيور والنواقل (الفئران)

### عوامل الاستجابة والحساسية
تتعلق عوامل الاستجابة والحساسية بالنوع، السن وعترة الفيروس:
- النوع: الدجاج خاصتا.
- السن: كلما كان الحيوان صغيرا كان تثبيط الجهاز المناعي أكبر.
- تبلغ الحساسية ذروتها في 28 إلى 30 يوم عندما تصبح الطيور غير محمية بالأجسام المضادة للأم ولم تكون أجسامها المضادة الخاصة (نسبة وفيات 100%).

## الأعراض الحقلية
يمكن للمرض أن يظهر في ثلاث اشكال، شكل حاد، شكل قرب عيادي وشكل مثبط للجهاز المناعي. هذا المرض يمكن أن يكون قاتل عند الدجاج: المرض يمكن ان يقتل 50 بالمئة في مدجنة في يومين أو ثلاثة ولكن لا يدوم أكثر من 8 أيام عند الناجين.

### شكل حاد
تسببه عترة ضارية جدا وتكون فيه الطيور:
- منبطحة.
- فاقدة للشهية (ينخفض استهلاك الطعام إلى النصف).
- إسهال.
- تضاعف استهلاك الماء ثلاث مرات.
- خلال يومين أو ثلاثة، نفوق 20 إلى 50% من الطيور بالحظيرة.
- تختفي الاضطرابات فجأتا في خلال ثمانية أيام.
- التلقيحات لا تجدي نفعا والأسراب الموالية تصاب بالعدوى حتى بعد تطهير الحظائر.

### شكل قرب عيادي
يظهر بعد نفاذ الأجسام المضادة للأم وتسببه عترة فيروس أقل ضراوة. الخسائر الاقتصادية تنجم عن تطور أمراض أخرى ثانوية نتيجتاً لاعتلال النظام اللمفاوي.

### شكل مثبط للجهاز المناعي
ينتج في حالات الإصابة المبكرة، قبل 15 يوم لدى الصيصان الذين لم يتلقو أجسام مضادةمن الأم.

## الأعراض التشريحية

### الشكل الحاد
آفات عينية وهي الآفات التشريحية التي ترى بالعين المجردة نذكر منها:
- نزف داخل-عضلي.
- التهاب الكلية.

آفات الأعضاء اللمفاوية:
- الطحال وجراب فابريشيا: يزيد جراب فابريشيا فزيولوجياً في الوزن حتى الأسبوع الثامن والعشر (50غ) ثم يبدأ بالضمور. يمكن وزن جراب فابريشيا من متابعة المرض ففي الأيام الثلاثة أو الخمسة الأولى هناك زيادة في الحجم والوزن يتضاعف مرتين، وذمة في اليوم الخامس، وزن طبيعي ثم يضمر فيما بعد.

آفات مجهرية:
- يقوم الفيروس بتخريب الجريبات ما يؤدي إلى ضمور جراب فابريشيا.
- مركز الجريبات متنخر.

### الشكل المزمن
في حالة الإصابات المزمنة تظهر الآفات التشريحية التالية:
- تأخر في النمو.
- وزن طبيعي أو ناقص لجراب فابريشيا.
- اضطرابات تنفسية.

## التشخيص

### التشخيص الحقلي
الحالة الحادة: إسهال وآفات بجراب فابريشيا.
الحالة تحت الحادة: يصعب تشخيصها وذلك لعدم ظهور الأعراض.

### التشخيص التفريقي
يجب تمييز داء الغومبورو عن:
- داء الاكريات الحاد
- داء نيوكاسل

### التشخيص المخبري
المباشر
- البحث عن الفيروس في خليط من الأعضاء (الطحال، جراب فابريشيا) ونحقنه لطيور حية (الأسلوب البالغ الدقة) أو في البيضة أو في الخلايا.
- البحث عن المستضدات: من خلال الانتشار المناعي (Immunodiffusion) في الأجار (gélose). استعمال تفاعل البوليميراز المتسلسل بالمنسخة العكسية على جراب فابريشيا.

غير المباشر
- السيرولوجيا: باستعمال مُقايَسَةُ الممتز المَناعِيِّ المُرْتَبِطِ بالإِنْزيم[9] (بالإنجليزية: ELISA)‏ أو بواسطة اخْتِبارُ التَّرَسُّب مع ضِدٌّ مُسْتَعْدِل (بالإنجليزية: Neutralizing antibody)‏ أو بواسطة الانتشار المناعي في الأجار.
- الأنسجة: فحص نسيجي لجراب فابريشيا يومين إلى خمسة أيام بعد ظهور أول الأعراض.

## الوقاية
تكون الوقاية من مرض الجمبورو بالامن الحيوي والتحصين ورفع درجة الحرارة في العنبر 2 درجه في بداية تشخيص المرض واعطاء فيتامين ك لوقف النزيف واعطاء مضاد حيوي ومجموعة فيتامينات وأملاح معدنية

## معرض صور

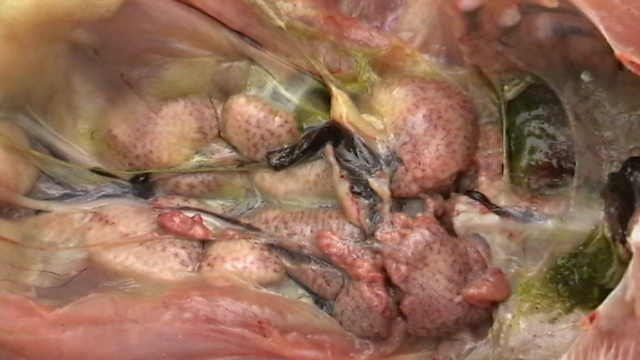
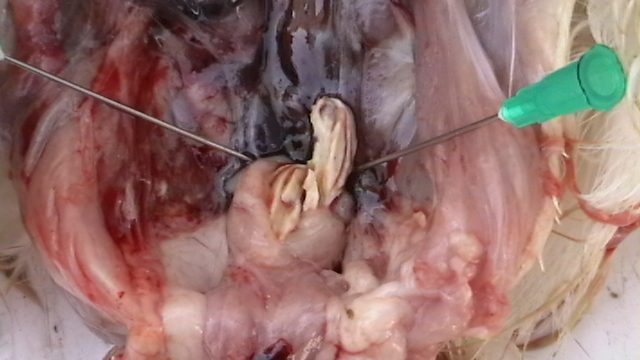
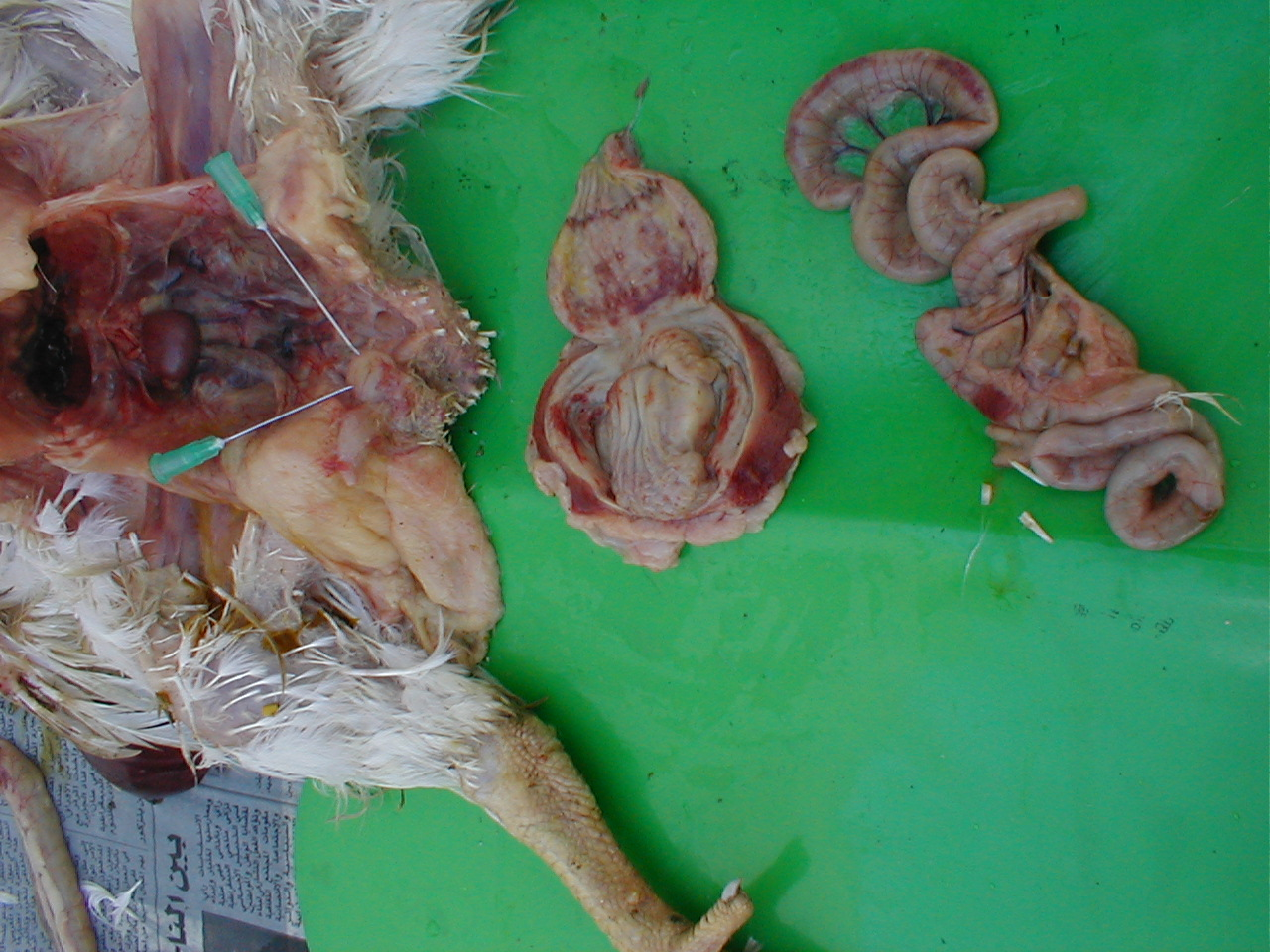
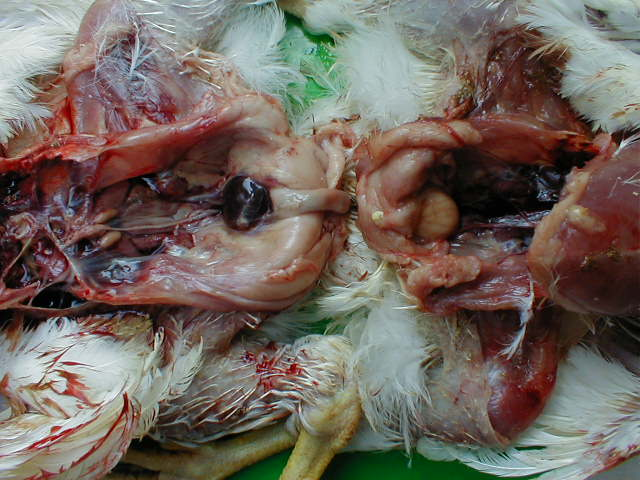

## وصلات خارجية
- داء الغومبورو 1 من موقع البيطرة السورية
- داء الغومبورو 2 من موقع البيطرة السورية
- الأمراض التي تصيب الدوجن من موقع البيطرة السورية
- مقال حول داء الغومبورو من موقع WEB lab. Unggas UGM
- المجلة العراقية للعلوم البيطرية، لمجلد 22، العدد 2، 2008 (101-109)
- أمراض وعلاج التهاب الجراب الخمجي في الدجاج رسالة جامعية دكتوراه للباحث جميل عباس أحمد المقطري (1999)
- التلقيح ضد داء الغومبورو المدرسة الوطنية للبيطرة بتولوز -2001- مذكرة تخرج
- شبكة صحة الحيوان بمنطقة البحر الكاريبي
- فيديوا لمحاضرة تناقش القضايا المتعلقة بالغومبورو وتفاعله مع غيره من الفيروسات. الدكتور فريدريك هوار من جامعة أوبورن جانفي 2010 على يوتيوب
- عرض حول داء الغومبورو للدكتور زباديا